# Michael Thomas (ur. 1967)
Michael Lauriston Thomas (ur. 24 sierpnia 1967 w Londynie) – angielski piłkarz grający na pozycji środkowego pomocnika. W swojej karierze rozegrał 2 mecze w reprezentacji Anglii.

## Kariera klubowa
Swoją karierę piłkarską Thomas rozpoczął w londyńskim klubie Arsenal. W 1986 roku awansował do kadry pierwszego zespołu Arsenalu. 14 lutego 1987 zadebiutował w nim w Division One w zremisowanym 1:1 wyjazdowym meczu z Sheffield Wednesday. W sezonie 1986/1987, w którym był krótko wypożyczony do Portsmouth, zdobył z Arsenalem Puchar Ligi Angielskiej. W sezonie 1987/1988 stał się podstawowym zawodnikiem Arsenalu. W kwietniu 1988 wystąpił w przegranym 2:3 finale Pucharu Ligi z Luton Town. Z kolei w sezonie 1988/1989 wywalczył swoje pierwsze mistrzostwo Anglii w karierze. W sezonie 1990/1991 po raz drugi został z Arsenalem mistrzem kraju.
W grudniu 1991 roku Thomas odszedł z Arsenalu do Liverpoolu. W Liverpoolu swój ligowy debiut zaliczył 18 grudnia 1991 w wygranym 2:1 wyjazdowym meczu z Tottenhamem Hotspur, gdy w 56. minucie zmienił Jana Mølby'ego. W swoim pierwszym sezonie spędzonym w Liverpoolu dotarł do finału Pucharu Anglii. Strzelił w nim gola, a Liverpool pokonał Sunderland 2:0 i zdobył puchar. Z kolei w sezonie 1994/1995 zdobył z Liverpoolem Puchar Ligi (nie zagrał w wygranym 2:1 finale z Boltonem Wanderers). Zimą 1998 Thomas został wypożyczony do grającego w Division One, Middlesbrough.
Latem 1998 roku Thomas przeszedł z Liverpoolu do Benfiki. Zadebiutował w niej 22 sierpnia 1998 w wygranym 2:0 domowym meczu z Estrelą Amadora. W sezonie 1999/2000 nie rozegrał żadnego meczu z Benfice i w 2000 roku wrócił do Anglii. W sezonie 2000/2001 występował w Wimbledonie, a następnie zakończył karierę piłkarską.
| Sezon   | Klub          | Kraj       | Rozgrywki      | Mecze | Bramki |
| ------- | ------------- | ---------- | -------------- | ----- | ------ |
| 1986/87 | Arsenal       | Anglia     | Division One   | 12    | 0      |
| 1986/87 | Portsmouth    | Anglia     | Division Two   | 3     | 0      |
| 1987/88 | Arsenal       | Anglia     | Division One   | 37    | 9      |
| 1988/89 | Arsenal       | Anglia     | Division One   | 37    | 7      |
| 1989/90 | Arsenal       | Anglia     | Division One   | 36    | 5      |
| 1990/91 | Arsenal       | Anglia     | Division One   | 31    | 2      |
| 1991/92 | Arsenal       | Anglia     | Division One   | 10    | 1      |
| 1991/92 | Liverpool     | Anglia     | Division One   | 17    | 3      |
| 1992/93 | Liverpool     | Anglia     | Premier League | 8     | 1      |
| 1993/94 | Liverpool     | Anglia     | Premier League | 7     | 0      |
| 1994/95 | Liverpool     | Anglia     | Premier League | 23    | 0      |
| 1995/96 | Liverpool     | Anglia     | Premier League | 27    | 1      |
| 1996/97 | Liverpool     | Anglia     | Premier League | 31    | 3      |
| 1997/98 | Liverpool     | Anglia     | Premier League | 22    | 2      |
| 1997/98 | Middlesbrough | Anglia     | Division One   | 10    | 0      |
| 1998/99 | SL Benfica    | Portugalia | Primeira Liga  | 18    | 1      |
| 1999/00 | SL Benfica    | Portugalia | Primeira Liga  | 0     | 0      |
| 2000/01 | Wimbledon     | Anglia     | Division One   | 8     | 0      |

## Kariera reprezentacyjna
W latach 1987–1989 Thomas rozegrał 12 meczów i strzelił 3 gole w reprezentacji Anglii U-21. W dorosłej reprezentacji zadebiutował 16 listopada 1988 w zremisowanym 1:1 towarzyskim meczu z Arabią Saudyjską, rozegranym w Rijadzie. 13 grudnia 1989 w sparingu z Jugosławią (2:1) rozegrał swój drugi i ostatni mecz w kadrze narodowej.
| Mecze i gole w reprezentacji | Mecze i gole w reprezentacji | Mecze i gole w reprezentacji | Mecze i gole w reprezentacji | Mecze i gole w reprezentacji | Mecze i gole w reprezentacji | Mecze i gole w reprezentacji |
| #                            | Data                         | Stadion                      | Rywal                        | Wynik                        | Gol                          | Rozgrywki                    |
| 1988                         | 1988                         | 1988                         | 1988                         | 1988                         | 1988                         | 1988                         |
| ---------------------------- | ---------------------------- | ---------------------------- | ---------------------------- | ---------------------------- | ---------------------------- | ---------------------------- |
| 1.                           | 16.11.1988                   | Rijad, Arabia Saudyjska      | Arabia Saudyjska             | 1:1                          | 0                            | towarzyski                   |
| 1989                         |                              |                              |                              |                              |                              |                              |
| 2.                           | 13.12.1989                   | Londyn, Anglia               | Jugosławia                   | 2:1                          | 0                            | towarzyski                   |